# Iouga
Iouga est une reconstruction du nom d'une déesse romano-britannique connue d'une seule inscription fragmentaire sur un autel-pierre à York. 

## Inscription
Le nom apparaît comme Ioug[...] ou Iou[...] sur la pierre endommagée, qui se lit comme suit:
NVMINIB AVG ET DEAE IOV[...]
SIVS AEDEM PRO PARTE D[...],
Au numina de l'empereur (s) et à la déesse Iou[..], [..]sius (construit / restaure) une (moitié?) partie d'un temple.
En lisant le nom fragmentaire comme Ioug[...], Roger Wright a proposé la forme reconstituée Iouga, qu'il lie avec le proto-celtique *jugā signifiant «joug». Cependant, Theresia Pantzer, en examinant la pierre, a suggéré que ce que Wright avait perçu comme des traces d'une lettre g était simplement «un dommage à la pierre plutôt qu'une partie d'une lettre». La déesse est autrement inconnue.

### Pages connexes
- Religion celtique